# Friedrich von Sprösser
Friedrich Sprösser, ab 1834 von Sprösser, (* 31. Oktober 1772 in Winnenden; † 18. Oktober 1836 in Göppingen) war ein württembergischer Politiker und Verwaltungsbeamter.

## Beruf
Friedrich Sprösser war von 1803 bis 1809 Patrimonialbeamter in Kocherstetten, von 1809 bis 1811 dann Unteramtmann und Amtsschreiber in Wachbach. Von 1811 bis 1819 arbeitete er als Amtmann und Amtsschreiber in Dörzbach. Von 1819 bis 1824 war er Oberamtmann beim Oberamt Crailsheim, 1826 bis 1836 schließlich Oberamtmann beim Oberamt Göppingen.

## Politik
1826 wurde er als Abgeordneter des Oberamts Crailsheim in die Zweite Kammer des württembergischen Landtags gewählt, der er bis 1830 angehörte.

## Ehrungen, Nobilitierung
Sprösser erhielt 1834 das Ritterkreuz des Ordens der württembergischen Krone, welches mit dem persönlichen Adelstitel (Nobilitierung) verbunden war.